# Lenzburg (Adelsgeschlecht)

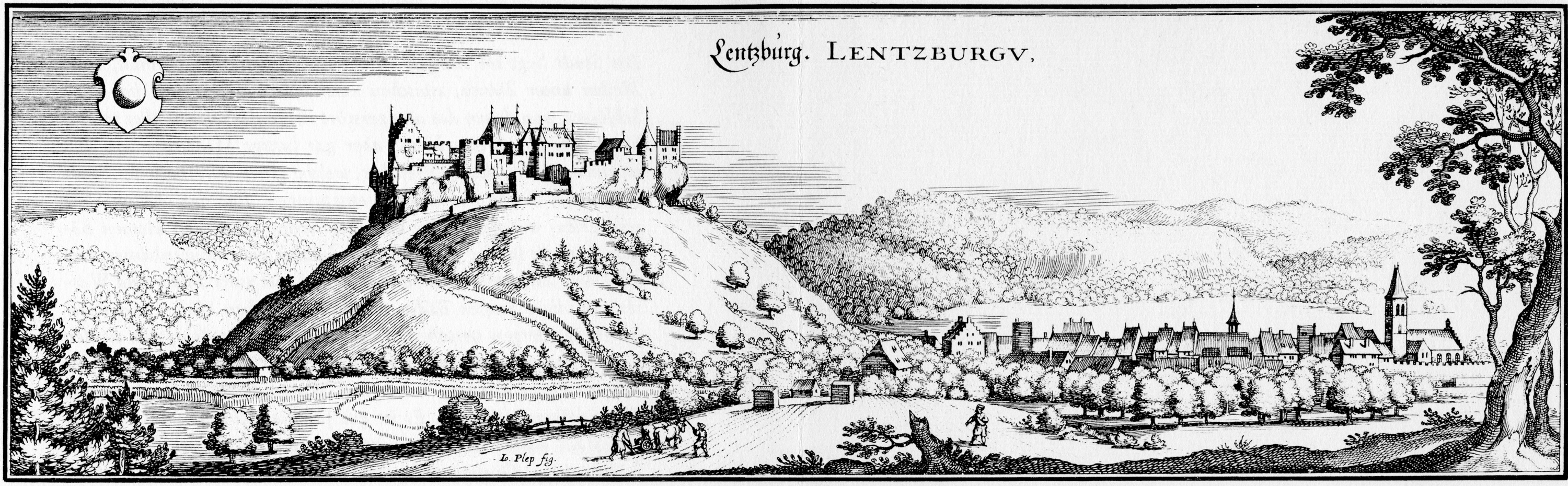
Schloss und Stadt Lenzburg 1642

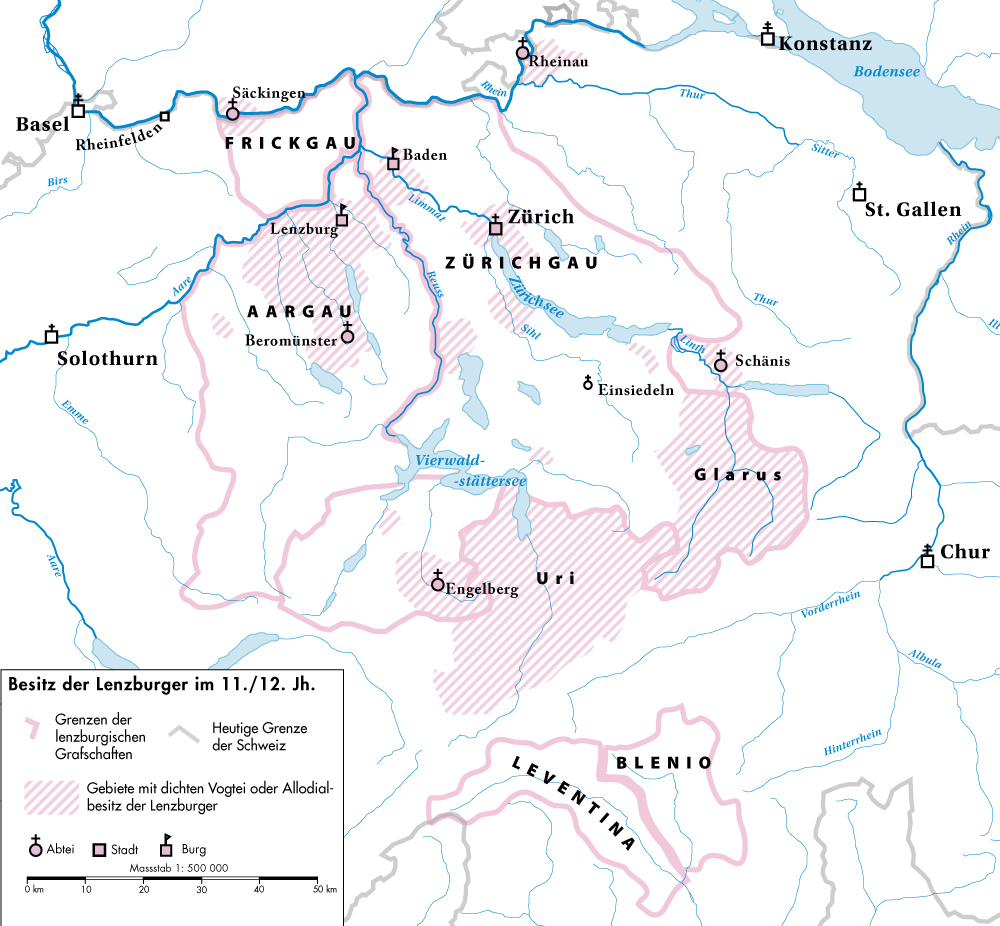
Der Macht und Herrschaftsbereich der Lenzburger im 11./12. Jahrhundert

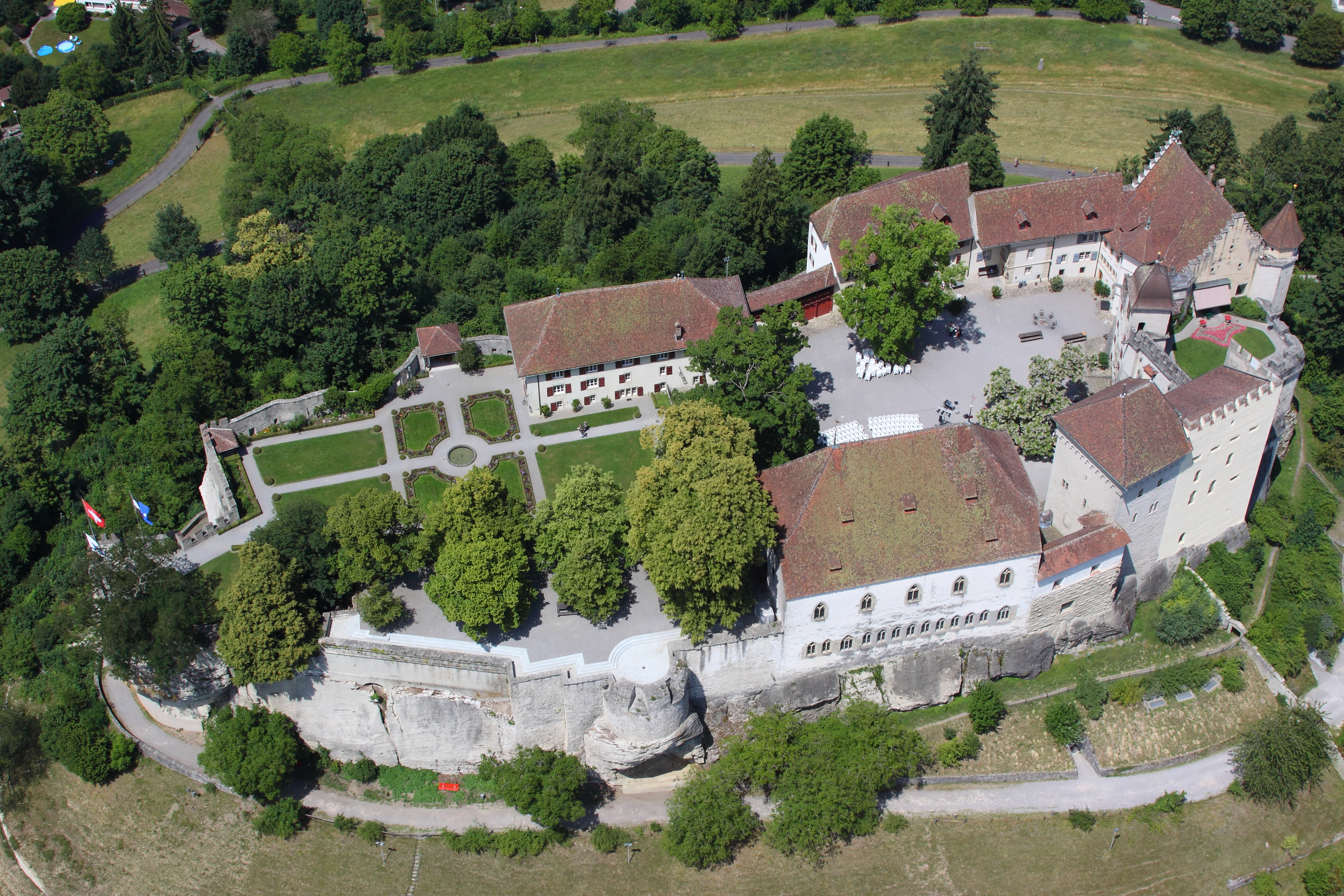
Die Lenzburg heute

Die Grafen von Lenzburg waren ein Schweizer Adelsgeschlecht, das dem Hochadel zuzurechnen ist. Der Schwerpunkt ihrer Besitzungen lag in der heutigen Ostschweiz sowie im Aargau. Ihr Stammsitz war die Lenzburg im heutigen Kanton Aargau. Die Herkunft des Geschlechts ist weitgehend ungeklärt. Die Familie und ihr Sitz werden 1077 erstmals urkundlich erwähnt. Sie stammt wohl über die Kastvögte des Klosters Schänis von Graf Hunfrid von Rätien ab. 1173 stirbt das Geschlecht mit Ulrich IV. im Mannesstamm aus.

## Geschichte
Der Ursprung der Lenzburger liegt in der heutigen Ostschweiz. Die ältesten Besitzungen der Familie lagen in Churrätien, wo sie wohl im Tal des Hinterrheins und im Gasterland über Allod verfügten. Als erster Lenzburger wird ein Vogt Ulrich von Schänis in der Stammtafel geführt († vor 972). Sein Sohn Arnold dehnte seinen Einfluss in den damaligen Zürichgau aus und wird 976 urkundlich als Vogt der Klöster Schänis, Grossmünster und Fraumünster erwähnt. Sein Einfluss erstreckte sich über die Güter dieser Klöster vom Linthgebiet in die heutigen Kantone Aargau, Uri und Zürich. In der ersten Hälfte des 11. Jahrhunderts erwarben die Lenzburger auch noch die Vogtei über das Chorherrenstift Beromünster, das über umfangreiche Güter und Rechte im Aargau und der Innerschweiz verfügte.
Ulrichs von Lenzburg (der Reiche) († 1017) Kastvogt und Donator des Klosters Schänis Enkel, Ulrich II. von Lenzburg heiratete die Gräfin Richenza von Habsburg Tochter des Radbot, sein Bruder, Arnolf († 1060), auch genannt Arnoldus Comes de Lenzburg war Kastvogt der Klöster Beromünster, Fraumünster Zürich und Säckingen sowie ab 1050 Graf im Aargau.
Nach dem Investiturstreit erhielten die Lenzburger für ihre Unterstützung des deutschen Königs Heinrich IV. die Grafschaft im Zürichgau, dazu kamen später noch die Grafschaft über den Frickgau, die Vogtei über die Klöster Säckingen und Rheinau sowie die Reichsvogtei über Zürich. Die Übertragung der Grafschaft über den Zürichgau durch Heinrich IV. auf dem Fürstentag von Ulm 1077 von den papsttreuen Nellenburgern auf die Lenzburger war wohl die Belohnung dafür, dass Ulrich II. den päpstlichen Legaten, Abt Bernhard von Marseille, während sechs Monaten in der Lenzburg gefangen hielt, da dieser die Wahl von Rudolf von Rheinfelden zum Gegenkönig betrieben hatte. Der Machtbereich der Lenzburger erstreckte sich damit über das östliche Mittelland und die Innerschweiz bis nach Graubünden und ins Wallis. Angehörige der Familie wurden als Bischöfe in Lausanne und Genf eingesetzt. 
Nach dem Tod Ulrichs II. nach 1077 teilte sich die Familie der Lenzburger in zwei Linien auf. Die Grafen von Lenzburg, die von Rudolf I. abstammten, übernahmen die Besitzungen im südlichen Aargau und in der Innerschweiz, während die Grafen von Baden, die von Arnold II. abstammten, die Besitzungen im Zürichgau übernahmen. Ihr Hauptsitz war die Burg Stein in Baden. Der Badener Zweig der Familie stand in enger Beziehung zu den Staufern. Im Zuge der Italienpolitik von Kaiser Friedrich I. erhielten sie neben der Grafschaft Zürichgau die Grafschaften über die Täler Blenio und Leventina.
Nachdem die Linie der Grafen von Baden mit Arnold IV. 1172 im Mannesstamm ausgestorben war, gingen die Allodien dieser Seitenlinie an Hartmann III. von Kyburg, den Gatten von Arnolds Tochter Richenza. Die Lehen gingen hingegen an den Lenzburger Familienzweig über, der zu diesem Zeitpunkt allerdings mit dem kinderlosen Ulrich IV. ebenfalls kurz vor dem Erlöschen stand. Ulrich IV. vermachte seinen Besitz testamentarisch an Kaiser Friedrich I., der einen Teil der Reichslehen an Albrecht III. von Habsburg weitergab. So gelangten die Landgrafschaften über den Aargau und den Zürichgau westlich der Limmat sowie die Vogtei über das Kloster Säckingen, Luzern und Unterwalden an die Habsburger. Der restliche Besitz, die Vogtei über das Stift Beromünster und das Kloster Engelberg sowie die Lenzburg und der grösste Teil der Allodien ging auf Pfalzgraf Otto von Burgund über, der sich zeitweise auch als Graf von Lenzburg bezeichnete.

## Wappen
Das Wappen der Grafen von Lenzburg war eine in Silber auf blauem Feld mit zwei zinnengekrönten Ecktürmen besetzte Mauer. Der rechte Eckturm wies drei Bogenfenster auf, der linke eines. Unterhalb des rechten Eckturmes findet sich eine nach links auswärts geöffnete Bogentüre. Ein von Silber und Rot oder Blau gewecktes Kissen war die Helmzierde.

## Wichtige Vertreter
- Ulrich I. «der Reiche» († vor 1050): erster «Graf von Lenzburg», Graf im Aargau, Reichsvogt von Zürich, Vogt von Schänis und Beromünster[2]
- Arnold I. (1036–1064): Graf im Aargau und Frickgau, Vogt von Zürich, Säckingen und Beromünster[3]
- Heinrich von Lenzburg († 1051 oder 1056): Bischof von Lausanne 1039–1051/1056[2]
- Ulrich II. († nach 1077) ⚭ Richenza von Habsburg: Bruder von Arnold I., Graf im Zürichgau, Vogt von Zürich[3]
- Werner († vor 1167): Reichsvogt von Zürich, Graf im Zürichgau, Teilnehmer am Zweiten Kreuzzug, Graf des Bleniotales und der Leventina.
- Ulrich IV. (* vor 1125; † 5. Januar 1173): letzter Lenzburger

## Nicht zu verwechseln
Die Bürgerfamilie Ribi kam im 14. Jahrhundert zu Ansehen und Reichtum und wurde zum Ritterstand gerechnet. Konrad Ribi war Schultheiss von Lenzburg. Er und seine Nachkommen wurden ihrer Herkunft wegen zuweilen von Lenzburg genannt. Sie waren nicht mit dem im 12. Jahrhundert ausgestorbenen Grafenhaus verwandt.
- Ulrich Ribi von Lenzburg, Bischof von Chur (erwähnt ab 1325; † 1355)
- Johann Ribi von Lenzburg, Bischof von Gurk (* 1310–1320; † 1374)